# Direitos morais
Direitos morais ou direito moral refere-se aos direitos consagrados pela lei aos autores de obras protegidas por direitos de autor. Os direitos morais fazem parte dos direitos de autor como direitos de natureza pessoal - ao contrário de direitos de natureza patrimonial, também abrangido pelos direitos de autor - que por sua vez são compostos por outros dois direitos: o direito à autoria e direito à integridade, que permitem que este possa reivindicar a autoria da obra, assim como a genuinidade e integridade desta. Ao contrário dos direitos patrimoniais, os direitos morais normalmente não podem ser objeto de renúncia, seja ela forçada ou não. Além disso, independentemente da extinção ou não dos direitos patrimoniais, o autor da obra pode reivindicar os direitos morais durante toda a sua vida. Caso o autor faleça e a obra ainda não esteja em domínio público, os herdeiros podem reivindicar os direitos morais e patrimoniais da obra.
Direito moral consiste na prerrogativa que tem aquele que cria uma obra intelectual de defendê-la como atributo de sua própria personalidade.
No Brasil, a duração dos direitos morais do autor é imprescritível, ou seja, não há um prazo determinado para a proteção destes direitos. Após os 70 anos do falecimento do autor, e uma vez que a obra “caia em domínio público”, ou seja, uma vez que obra possa ser utilizada por terceiros, sem que os herdeiros do autor tenham que lhes conceder autorizações de uso ou licenças para esta utilização, competirá também ao Estado a defesa da integridade e autoria da obra. Significa que, mesmo que o os descendentes do autor não sejam mais conhecidos ou localizados, deve o Estado assegurar a manutenção dos direitos autorais morais do autor. 
- DIREITO DO AUTOR
  - Direitos patrimoniais de autor
    - Direito de produção e reprodução
    - Direito de criação de obras derivadas
    - Direito de retransmissão

  - Direitos morais
    - Direito à autoria
    - Direito à integridade

Os direitos morais estão consagrados na legislação brasileira, nomeadamente na própria , Artigo 5º, bem como na Lei de Direitos Autorais, Lei Federal nº 9.610/98, no Capítulo 2 do Título III (arts. 24-27), mas também nos arts. 17 e §1º, 22, 92 e 108.
Segundo a Lei de Direitos Autorais brasileira, os direitos  morais do autor são sete (Artigo 27 da LDA) e são inalienáveis e irrenunciáveis (Artigo 27 da LDA). 
A LDA define que os cinco primeiros direitos morais transmitem-se a seus sucessores, em caso de morte dos do autor. O primeiro é o direito de reivindicar, a qualquer tempo, a autoria da obra. O segundo é o direito de ter seu nome pseudônimo ou sinal convencional indicado ou anunciado, como sendo o do autor, na utilização de sua obra. O terceiro é o de  conservar a obra inédita. Já o quarto é o de assegurar a integridade da obra, opondo-se a quaisquer modificações ou à prática de atos que, de qualquer forma, possam prejudicá-la ou atingi-lo, como autor, em sua reputação ou honra. O quinto é o de modificar a obra,  antes ou depois de utilizada. 
O sexto direito moral da LDA é o de retirar de circulação a obra ou de suspender qualquer forma de utilização já autorizada, quando a circulação ou utilização implicarem afronta à sua reputação e imagem e, o sétimo que é o de ter acesso a exemplar único e r aro da obra, quando se encontre legitimamente em poder de outrem, para o fim de, por meio de processo fotográfico ou assemelhado, ou audiovisual, preservar sua memória, de forma que cause o menor inconveniente possível a seu detentor, que, em todo caso, será indenizado de qualquer dano ou prejuízo que lhe seja causado.

### Obras audivisuais
O exercício dos direitos morais sobre a obra audiovisual cabe exclusivamente ao diretor (Artigo 25 da LDA)

### Obras arquitetônicas
Durante a execução ou após a conclusão da construção, o autor poderá repudiar a autoria de projeto arquitetônico alterado sem o seu consentimento e o proprietário da construção responde pelos danos que causar ao autor sempre que, após o repúdio, der como sendo daquele a autoria do projeto repudiado(Artigo 26 da LDA). 

## Portugal
Os direitos morais estão consagrados na legislação portuguesa, nomeadamente no Capítulo VI do Título I (arts. 56-62) do Decreto-Lei n.º 63/85, o Código dos Direitos de Autor e Direitos Conexos.